# Мелетије (Метаксакис)
Мелетије (Метаксакис) (грч. Μελέτιος (Μεταξάκης); Османски Крит, 1871 — Александрија, 1935) је био митрополит атински (1918—1920), патријарх Цариградске православне цркве (1921—1923) и патријарх Александријске православне цркве (1926—1935). Био је званично први цариградски патријарх који је започео екуменистичке активности, 1923. год. сазива сабор у Цариграду који је донео одговарајуће одлуке у складу са предлозима Енциклике из 1920. и објавио увођење новог календара без постојећег концензуса свих помесних Православних Цркава по том питању.